# 월요드라마 인
월요드라마 인(일본어: 月曜ドラマ・イン)은 TV 아사히 계열에서 매주 일요일 밤 8시의 드라마이다.

## 작품 소개
- 《다운타운 형사조 '91》
- 《붉은 순무 검사의 역전법정》
- 《정말로 있었던 무서운 이야기》
- 《사이몬 후미 선택》
- 《딸기 백서》
- 《트윈스 교사》
- 《쇼난 여자 기숙사 이야기》
- 《사랑해요!》
- 《미나미군의 연인》
- 《쿠니 산치의 마녀들》
- 《청춘의 그림자》
- 《도쿄 대학 이야기》
- 《삼각 하트》
- 《최고의 연인》
- 《도피의 권유》
- 《신부는 16세!》
- 《핸썸 맨》
- 《이구아나의 딸》
- 《어둠의 퍼플 아이》
- 《장난스런 키스》
- 《명탐정 보건실의 아줌마》
- 《두 사람》
- 《유리가면》
- 《연수의 나나코》
- 《무서운 것!!! 오토나시 카렌씨》
- 《스위트 데빌》
- 《첸지!》
- 《귀여운만으로는 안돼 일까?》
- 《위험한 방과후》
- 《천국의 키스》
- 《베스트 프렌드》
- 《월하의 기사》